# А-50
А-50 (за кодифікацією НАТО: Mainstay) — радянський і російський літак далекого радіолокаційного виявлення та управління.
Створено на базі військово-транспортного літака Іл-76 на авіаційному Таганрозькому науково-технічному комплексі ім. Г. М. Берієва спільно з НВО «Вега» (Московський науково-дослідний інститут приладобудування), на заміну застарілому на той час літаку Ту-126. Разом з радіотехнічним комплексом «Джміль» (Шмель), встановленим на ньому, утворює авіаційний комплекс радіолокаційного дозору та наведення А-50.
А-50 може застосовуватися для виявлення та супроводження повітряних і надводних цілей, оповіщення командних пунктів автоматизованих систем управління видів Збройних Сил про повітряну та надводну обстановку, застосовуватися для управління літаками винищувальної та ударної авіації при їх наведенні на повітряні, наземні та морські цілі, а також слугувати повітряним командним пунктом.
Прийнятий на озброєння СРСР 1989 року, серійне виробництво велося в Ташкенті на заводі ім. Чкалова. Презентований на МАКС-95, брав участь у військових парадах 9 травня 2009, 2010, 2013—2016 та 2020 років у Москві.

## Історія створення
На початку 1970-х років літак ДРЛВ Ту-126 вже морально застарів та потребував заміни.
У 1969 році уряд ухвалив почати розробляти новий радіотехнічний комплекс, який мав виявляти та супроводжувати швидкісні малопомітні повітряні цілі, що летять біля землі. Його створенням зайнявся Московський науково-дослідний інститут приладобудування. Як носій розглядалися різні варіанти авіаційних КБ країни, але зупинилися на важкому військово-транспортному літаку Іл-76. Постановою ЦК КПРС та РМ СРСР від 1973 року створення нового літака РЛДН наказано таганрозькому ОКБ-49 під керівництвом О. К. Константинова.
У Таганрозі на лабораторію Ту-126ЛЛ(А) встановили дослідницький радіотехнічний комплекс «Джміль». Починаючи з 1 серпня 1977 року виконано 9 оцінних польотів, потім літак передали до Раменського, де він продовжував використовуватись для випробувань.
Цього ж 1977 в ОКБ Берієва розпочато переобладнання першого Іл-76, яке тривало більш як рік. Перший політ із заводського аеродрому переобладнаного із серійного Іл-76 нового літака (ще без радіоелектронного комплексу) виконано 19 грудня 1978 року, екіпажем на чолі з В. П. Дем'янівським. Ця перша машина стала стендом для відпрацювання комплексу.
У вересні 1977 року ОКБ Берієва передали другий Іл-76, а 30 березня 1981 року до Таганрога вирушив і третій літак, переобладнання якого завершилося в жовтні 1983 року.
16 серпня 1979 року розпочалися спільні державні випробування, а також наземне відпрацювання апаратури на борту машини. Всього в Таганрозі з грудня 1978 по жовтень 1983 року переобладнали три Іл-76 на А-50.
На першому А-50 визначалися льотно-технічні характеристики та випробувалися системи забезпечення РТК, на другому сам РТК та пілотажно-навігаційний комплекс «Пунктир», на третьому — комплекс РЕП та спецобладнання. Основна частина ДСІ проходила в ДК НДІ ВПС на аеродромі Ахтубінськ у період з 1980 по 1985 рік. Головою держкомісії був призначений Головний маршал авіації Павло Кутахов. За спогадами учасників подій, кожен випробувальний політ А-50 займав практично повний робочий день всього випробувального ахтубінського полігону, оскільки вимагав залучення значної кількості обладнання, літаків та вимірювальних пунктів зі складу трекового комплексу.
У 1987 році для відпрацювання модернізованого комплексу «Джміль-2» була переобладнана лабораторія, що літає, під шифром Ту-126 ЛЛ(2А). Літак передали до ДК НДІ ВПС, де він перебував на випробуваннях до жовтня 1990 року, коли Постановою Ради міністрів СРСР роботи зі створення літаків припинили. Машину відправили на звалище у 1992 році. Як тимчасовий захід була створена перехідна версія літака, який оснастили модернізованим комплексом «Джміль-М», що має збільшену дальність виявлення цілей та розширені можливості з їхнього супроводу. Крім того, РЛС цих А-50 має пасивний режим визначення та протидії засобам РЕБ супротивника, а швидкодія ЦОМ зросла майже вдвічі за рахунок оновлення елементної бази. У зарубіжних джерелах його іноді називають А-50У та А-50М, що не зовсім правильно. На озброєння модернізований літак надійшов 1990 року.
Радіолокаційна станція, що працює в сантиметровому діапазоні, здатна виявити ціль класу «винищувач», що летить на малій висоті на дальності до 200—400 км, на великій висоті — 300—600 км. Морські цілі виявляються на відстані до 400 км. Кількість цілей, що одночасно супроводжуються, до 150, число одночасно наведених винищувачів — 10-12.
З 1985 по 1988 рік виконувалася дослідна експлуатація з урахуванням стройових елементів.
Офіційно на бойове чергування комплекс прийнято 1989 року.
Усі серійні літаки А-50 були побудовані на Ташкентському авіазаводі (ТАПОіЧ). Для цього на заводі створили відповідну інфраструктуру. Для наземних випробувань і доведення обладнання РТК на території авіазаводу та його льотно-випробувальної станції (ЛІС) створили цілу низку наземних випробувальних стендів та спеціально організували філії НВО «Вега-М» та ВО «Жовтень». Трудомісткість виробництва А-50 порівняно з Іл-76МД була більшою в 6—7 разів. Ціна літака початку 1990-х рр. становила 250—270 млн доларів, що було в 10 разів дорожче за виробництво базової транспортної моделі Іл-76, і в цілому виходила дорожче за будівництво одного Ту-160 або Ан-124.
Після розпаду СРСР дооснащення та модернізація цих літаків виконувались на ТАНТК імені Берієва.
За створення даного комплексу Постановою Уряду РФ від 16 січня 1996 року групі провідних фахівців авіаційної та радіотехнічної промисловості, а також ВПС присуджено премію РФ у галузі науки і техніки. Серед лауреатів Олексій Костянтинів, Геннадій Панатов та Сергій Атаянц.

### Модернізація (А-50У)

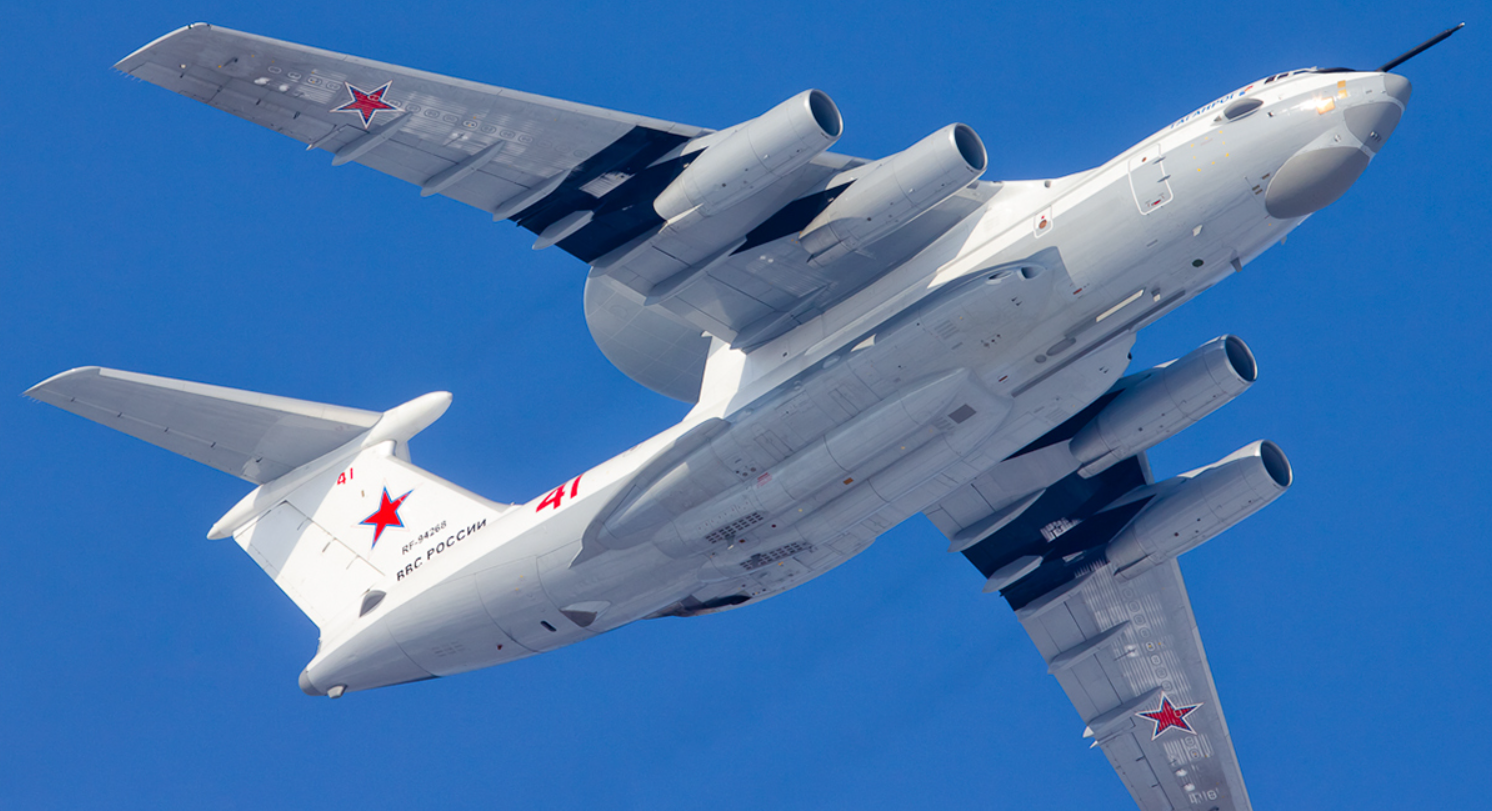
Літак ДРЛВ А-50У прилетів на аеродром постійного базування. Іванове

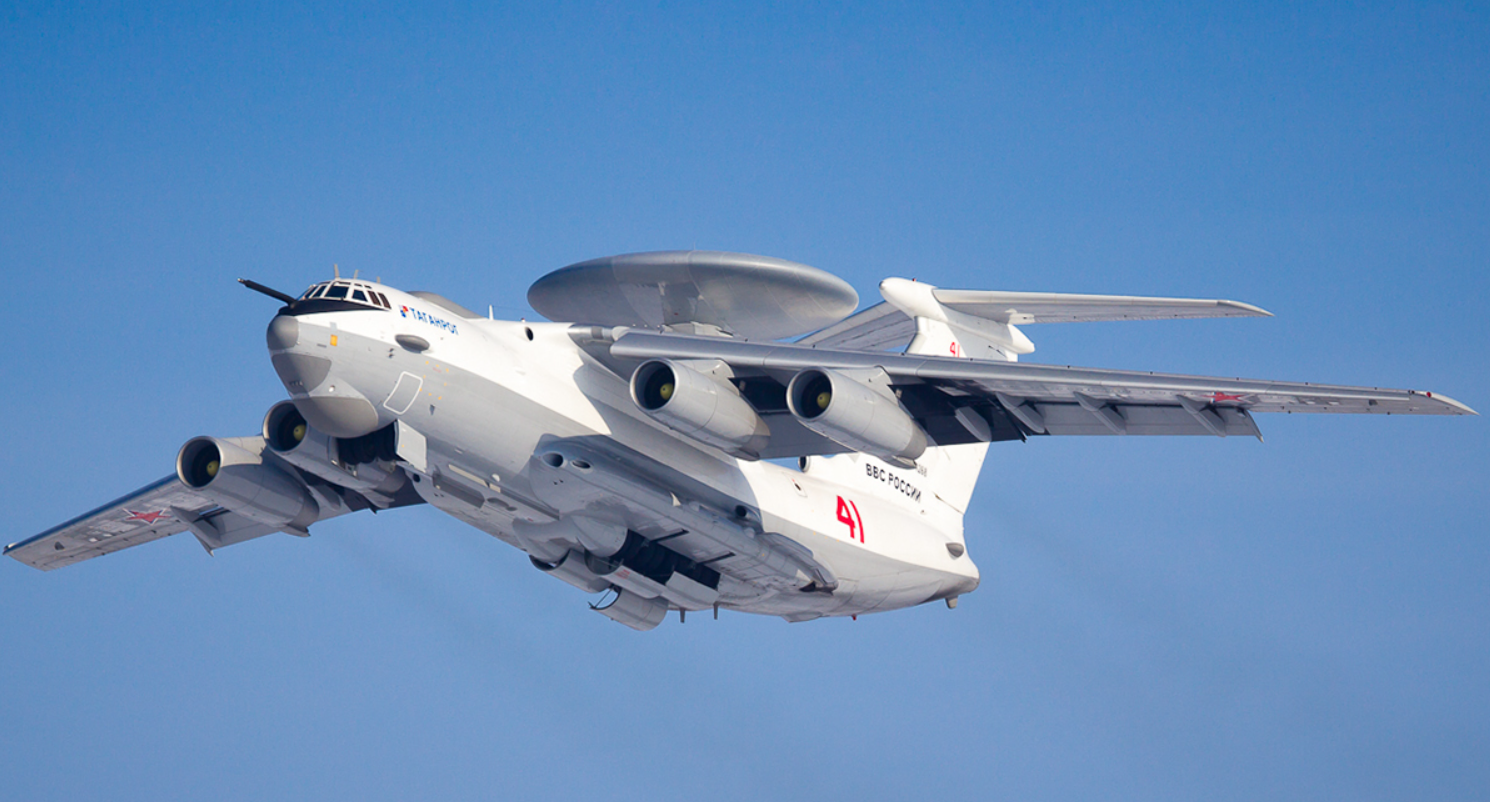
А-50У в небі в районі Іванова

У 2003 році почалася модернізація А-50, що знаходяться в строю, причому, як безпосередньо РТК, так і літака. У повному обсязі вони розгорнулися у 2008 році. Літак отримав найменування А-50У. Заводські випробування машини тривали до липня 2009 року, а спільні завершилися 26 листопада цього року.
Крім робіт з радіотехнічного комплексу, вдосконалили САУ та комплекс зв'язку. Модернізовано робочі місця членів тактичного екіпажу літака, тепер інформація відображається не на дисплеях з ЕПТ, а на рідкокристалічних індикаторах (проте певний скепсис викликає широке застосування в обладнанні літака компонентів іноземного виробництва).
У відсіку операторів РТК нарешті обладнали місця для відпочинку та буфет із побутовим обладнанням.
Високих технічних характеристик РЛС вдалося досягти за рахунок введення наскрізного каналу цифрової обробки радіолокаційної інформації та модернізації приймального і передавального пристроїв; наростити можливості функціонального програмного забезпечення дозволила заміна БЦОМ на нову, яка побудована на сучасних цифрових обчислювальних машинах з більшою продуктивністю та швидкодією. Модернізації зазнала також система відображення на робочих місцях операторів.

## Конструкція

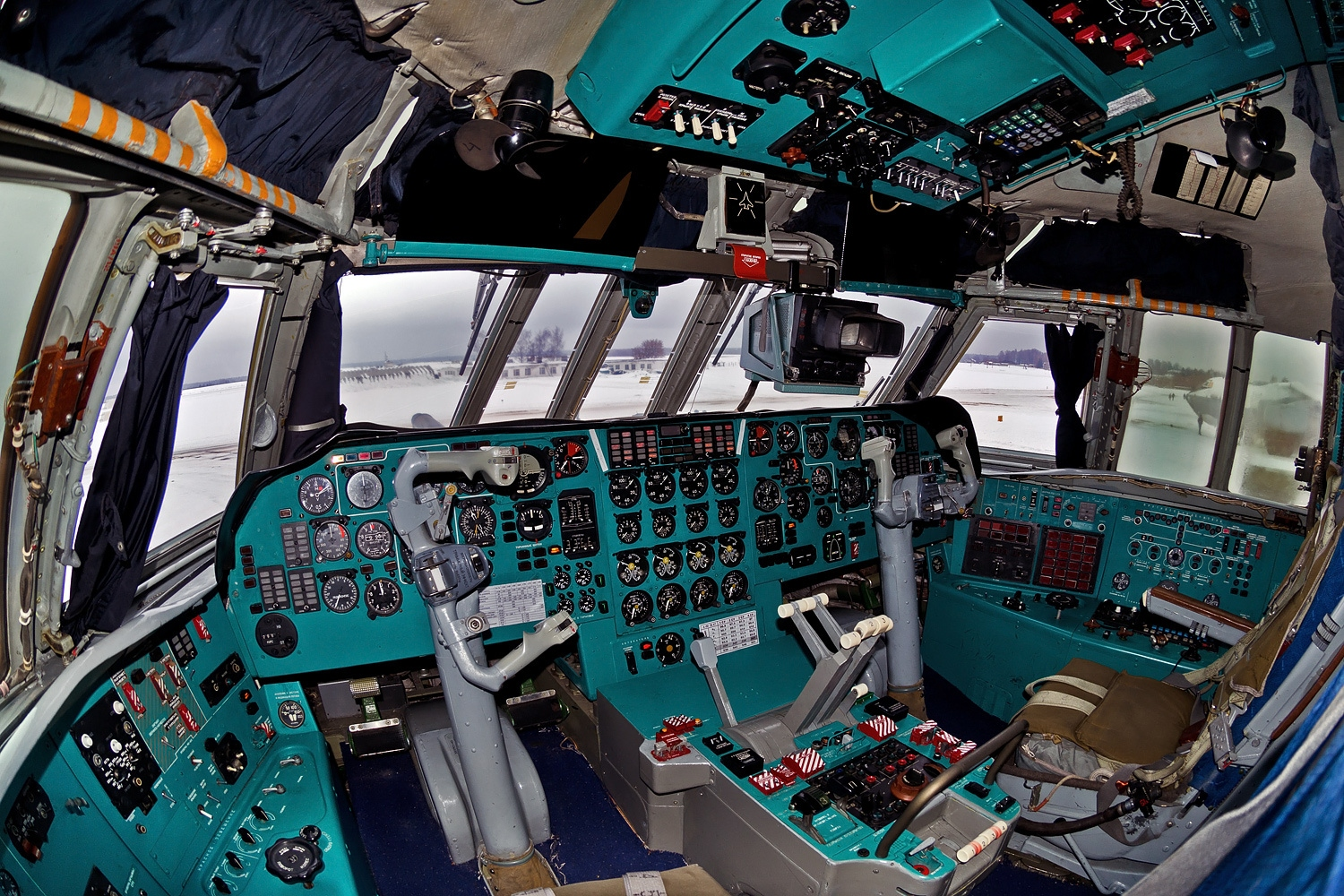
Кабіна пілота А-50

Основне обладнання літака — радіотехнічний комплекс «Джміль», побудований на базі БЦОМ «Аргон-50». У складі комплексу:
- трикоординатна РЛС із пасивним каналом пеленгації;
- апаратура знімання та відображення отриманої інформації;
- система активного запита-відповіді та передачі команд або інформації цілевказівки перехоплювачам;
- цифровий обчислювальний комплекс на вирішення завдань управління, наведення винищувачів на повітряні цілі;
- апаратура командної лінії радіокерування;
- система зв'язку, ЗАС та телекодова апаратура;
- апаратура документування;
- система державного розпізнавання.

Вага апаратури — 20 т.
З комплексом працюють 10—11 операторів (командир РТК, старший штурман наведення, два штурмани наведення, старший оператор супроводу та два оператори супроводу, а також бортінженери РТК, РЛС, засобів зв'язку). Льотний екіпаж — 5 осіб.
Крім комплексу «Джміль», на літаку встановлено бортовий комплекс оборони, у складі якого засоби активної та пасивної радіоелектронної боротьби, а також системи інфрачервоної протидії.
Планер літака зазнав таких змін у конструкції:
- новий носовий обтічник;
- замість скління штурманської кабіни встановлено радіопрозорий обтічник;
- встановлена штанга дозаправлення;
- на лівому борту відсутні двері та люк аварійного виходу № 1;
- перед крилом встановлено обтічник антен супутникового зв'язку;
- за крилом встановлений на пілонах обертовий грибоподібний обтічник антени РЛС кругового огляду діаметром 10,5 м і висотою 2 м;
- на підставі кіля встановлено повітрозабірник систем охолодження апаратури РТК;
- збільшені бічні обтічники, для розміщення додаткового обладнання та потужнішої допоміжної силової установки;
- на бічних обтічниках встановлені відбивні екрани, виконані у вигляді аеродинамічних поверхонь (крилець);
- зашиті стулки вантажного люка;
- ілюмінатори основного та аварійних виходів, бічні та верхні вікна кабіни льотчиків, а також вікна кабіни штурмана мають металізацію для захисту екіпажу від мікрохвильового випромінювання.

## Модифікації
| Назва моделі | Короткі показники, відмінності. |
| ------------ | --- |
| А-50         | Перша серійна модифікація. |
| А-50М        | Літак із модернізованим комплексом «Джміль-М» |
| А-50І        | Спільна російсько-ізраїльська модифікація А-50, призначена для ВПС КНР. Для цього на ТАНТК переобладнали один із серійних А-50, з подальшим дооснащенням РТК в Ізраїлі. З різних причин проєкт не здійснено, і літак без РТК передали Китаю, де його добудували власними силами. Отримав позначення KJ-2000. |
| А-50ЕІ       | Експортний варіант АК ДРЛВ для ВПС Індії. Побудований шляхом переобладнання літака Іл-76ТД, на якому встановили двигуни ПС-90А-76 та РТК з багатофункціональною імпульсно-доплерівською РЛС EL/W-2090 ізраїльської фірми Elta. |
| А-50У        | Варіанти модернізації серійних літаків А-50. Встановлено новий радіотехнічний комплекс з покращеними параметрами щодо виявлення низькополітних та малопомітних повітряних цілей (серед них надзвукових і вертольотів, в умовах застосування РЕП) побудований із застосуванням елементної бази Intel, знижено масу апаратури, за рахунок цього збільшено запас пального. Всі ЕПТ-дисплеї замінені на РКІ. Обладнані кімнати відпочинку та кухня. Перший літак передано ВПС 31.10.2011 року. 7 березня 2017 року передано Російським ВКС четвертий модернізований літак з бортовим номером 41 та власною назвою «Таганрог». 6 грудня 2018 переданий Російським ВКС черговий модернізований літак з бортовим номером 45 «Червоний». |

Примітка. Літак «976 СКИП», незважаючи на схожий з А-50 зовнішній вигляд, не має відношення до літаків ДРЛВО і призначений для інших завдань: літаки задіяні для контролю параметрів при випробуваннях балістичних і крилатих ракет. Базуються у Раменському 4 машини (на зберіганні).

## Оператори
- Росія
  - ПКС РФ: 7 А-50У на озброєнні, станом на 2025 рік[9].
- Індія
  - ПС Індії — 3 А-50ЕІ на озброєнні та ще 2 додатково замовлено, станом на 2025 рік[10]. У 2003 році укладено контракт на постачання 3 А-50ЕІ, виконаний в 2010 році[11].

### Росія
У складі ПКС Росії всі стройові літаки серії А-50 входять до складу дислокованої на аеродромі Іваново-Північний авіаційної частини, яка з 2010 року називається авіаційною групою бойового застосування літаків далекого радіолокаційного виявлення 610-го Центру бойового застосування і переучування транспортної авіації. За відомими даними, у складі частини зараз є таким чином 13 літаків А-50 і шість А-50У, за винятком кількох літаків А-50, що перебувають на зберіганні. У березні 2014 року представник АТ "Концерн радіобудування «Вега» повідомив, що ВПС (ПКС) Росії мають у своєму розпорядженні сумарно 22 літаки А-50, включаючи що перебувають на зберіганні.[джерело?]
Станом на 2023 рік, РФ мала 3 од. А-50 та 7 од. А-50У на озброєнні.

Станом на 2024 рік, РФ мала 2 од. А-50 та 8 од. А-50У на озброєнні. Два літаки А-50У знищили Збройні сили України 14 січня 2024 року над Азовським морем та 23 лютого 2024 року над Краснодарським краєм. У підсумку, згідно повідомлення української розвідки, станом на початок квітня 2024 року, в РФ залишилося близько 7 од. літаків-розвідників А-50.
| бортовий номер | Тип   | реєстраційний номер | заводський номер | серійний номер | власна назва      | на озброєнні з | примітки |
| -------------- | ----- | ------------------- | ---------------- | -------------- | ----------------- | -------------- | --- |
| 37 червоний    | А-50У | RF-93966            | 0073476298       | 58-05          | "Сергей Атаянц"   | 25.03.2014     | Перший літак з серії А-50У. Був "побудований" у середині 2000-х років. Завершив державні випробування 26.11.2009 року та був переданий ВПС. Офіційно прийнятий на озброєння 25.03.2014 року. Знищений Збройними Силами України 14.01.2024. |
| 47 червоний    | А-50У | RF-92957            | 0043453577       | 40-05          |                   | 31.10.2011     | Помічений на авіабазі Иваново - Северный (XUDI) |
| 33 червоний    | А-50У | RF-50602            | 0043454618       | 41-05          | “Владимир Иванов” | xx.04.2013     | Помічений злітаючим на авіабазі Кубинка (UUMB) в 2020. |
| 41 червоний    | А-50У | RF-94268            | 0083483499       | 63-05          | "Таганрог"        | 07.03.2017     | Помічений на авіабазі Иваново - Северный (XUDI) в 2021. |
| 45 червоний    | А-50У | RF-93952            | 0093493818       | 71-05          |                   | 06.12.2018     | Помічений на авіабазі Иваново - Северный (XUDI) в 2021. |
| 42 червоний    | А-50У | RF-50610            | 0093484538       | 64-05          |                   | 28.03.2019     | Знищений Збройними Силами України 23.02.2024 |
| 43 червоний    | А-50У | RF-50608            | 0093479377       | 60-05          |                   | 29.12.2021     | 26 лютого 2023 року атакований безпілотником на авіабазі Мачулищі. |
| 50 червоний    | А-50У | RF-50601            | 1003496899       | 73-05          |                   |                | Помічений на авіабазі Пермь - Большое Савино (Сокол) в 2015 |
| 51 червоний    | А-50У | RF-50606            | 1003488634       |                |                   |                | |

### СРСР
- Авіація ППО СРСР :
  - 67-а окрема авіаційна ескадрилья ДРЛВ в/ч 32457 (20 машин), аеродром Зокняй, м. Шяуляй, Литовська РСР (з 1985 по 1992 рік). Розформована, літаки передані до 144-ї ОТАП ДРЛВ.
  - Авіаційний загін (два А-50 та 1 Іл-76) у складі 192-го гв. Керченського Червонопрапорного ВТАП (в/ч 26212), аеродром Укурей (Ареда), РРФСР, з 1985 по 1995 рр. Формувався на аеродромі Улан-Уде (Східний) у 1985 році, перелетів до Укурей у 1988 році. Розформований, літаки передані до 144-ї ОТАП ДРЛВ.
  - 18-й окремий авіаційний загін ДРЛВ (два А-50 та 1 Іл-76) на аеродромі Вітебськ-Північний (з 1985 року). 1993 року 18-й ВАТ передано до складу ЗС РФ і перелетів на аеродром Ахтубінськ 929-го ГЛІЦ, надалі увійшов до штату 144-го ОТАП ДРЛВ.
  - 144-й окремий полк ДРЛВ в/ч 89449. Сформовано на аеродромі Березівка (Печора) у 1989 році, 20 літаків А-50. Передислокований на аеродром Іваново (Північний) 1998 року.

Примітка: ТЕЧ 978-го окремого транспортного полку авіації ППО на аеродромі Клін (Клін-5) була єдиною, яка ремонтувала та проводила регламенти Іл-76 та А-50, внаслідок чого дані літаки регулярно перелітали на даний аеродром для планового технічного обслуговування.
Деякі джерела помилково вказують на ще одного оператора А-50 — Іран, але насправді там була власна розробка літака ДРЛВ на базі Іл-76МД під назвою Adnan-2.

## Експлуатація
Перший літак А-50 перелетів на аеродром Шяуляй в 1984 році, наступні чотири перелетіли в 1987, ще по п'ять машин надійшли в 1988 та 1989 роках. У 1984 році, працюючи з аеродрому Вітебськ, А-50 взяв участь у навчаннях «Захід-84» (з посадками на аеродромах у НДР та Польщі).
У Вітебську та Улан-Уде сформували два авіаційних загони на А-50. Штатна чисельність кожного загону становила два А-50 та один Іл-76.
Також на А-50 усі звання за штатом були на щабель вищі, ніж у аналогічних підрозділах ВТА. Відмінною особливістю комплектування підрозділів ДРЛВ на А-50 була практично повна відсутність у штаті строкової служби (тобто лише офіцери та прапорщики). Весь час А-50 були оточені щільною завісою таємності, і потрапити на борт сторонній людині було просто неможливо.
Перша зустріч А-50 з розвідником НАТО відбулася 4 грудня 1987 року над Баренцевим морем, коли літак потрапив до об'єктивів норвезького патрульного літака Р-3В «Оріон».
У 1988—1991 роках літаки А-50 несли бойове чергування у системі ППО. Також з метою відпрацювання взаємодії А-50 облетіли всю країну з посадкою на всіх більш-менш великих аеродромах на території СРСР.

## Бойове застосування

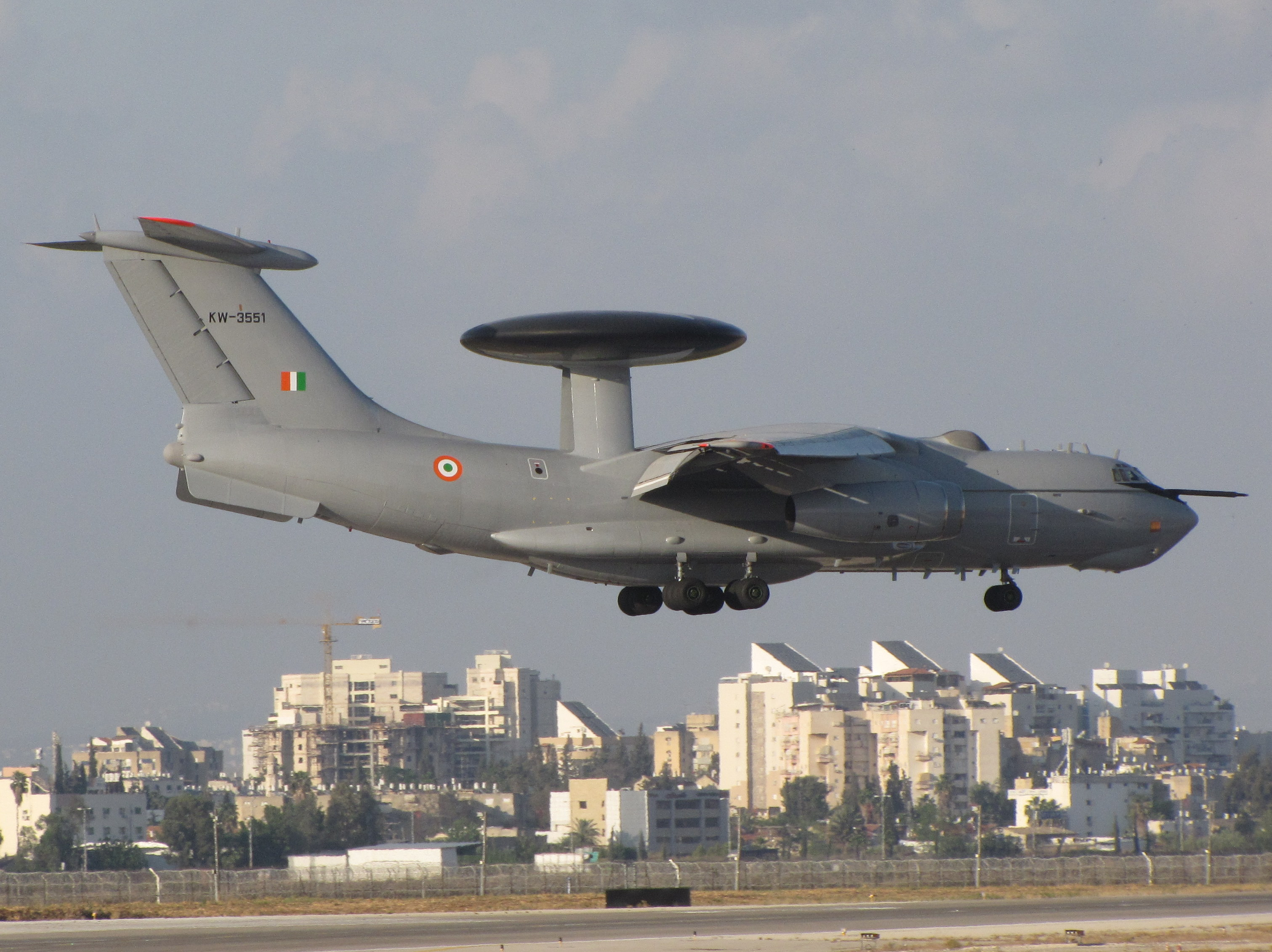
А-50ЕІ ВПС Індії, 2009

З самого початку літаки типу А-50 залучаються на різні навчання, а також інші подібні заходи. Періодично виконуються вильоти на контроль повітряного простору суміжних територій (наприклад, літаки А-50 працювали над Чорним морем Туреччини під час війни в Іраку).
Від кінця 1994 року три літаки працювали з оперативного аеродрому Приволзький, контролюючи повітряний простір над Чечнею з метою запобігання польотам з суміжних територій на допомогу чеченцям. Аналогічні завдання літаки А-50 виконували й під час Другої російсько-чеченської війни 1999—2000 років.
У квітні 2000 року один літак А-50 взяли ПС Індії в короткострокову оренду у ВПС Росії разом із російським екіпажем (також на борту були присутні індійські військовослужбовці). Виконано десять польотів на контроль повітряного простору. Базувався літак на аеродромі Чандіханг.
З кінця 2015 року А-50 використовує Росія у військовій операції в Сирії у складі Авіаційної групи ПКС Росії в Сирії. Так, А-50У «Таганрог» у грудні 2017 р. повернувся із Сирії до аеродрому Іваново-Північний. Один літак перекинуто на авіабазу Хмеймім у лютому 2018.
А-50ЕІ застосовувався Індією під час прикордонного конфлікту з Пакистаном у 2019 році.

### Російсько-українська війна
Наявні в РФ А-50 активно залучались під час російсько-української війни в 2022 році. Зокрема для контролю повітряного простору залучено одразу 9 літаків А-50 та А-50У, які по черзі працюють у повітряному просторі Курської, Воронезької областей, над тимчасово окупованим РФ Кримом та Чорним морем. Таким чином, літаки мають можливість контролювати всю лівобережну частину України та весь причорноморський регіон.
Поки російський військовий контингент перебував у Білорусі, літаки А-50 літали й у білоруському повітряному просторі. Це давало майже повний огляд території України.
Станом на 11 червня 2025 року редактори Oryx Blog знайшли фото чи відео підтвердження безповоротної втрати Росією 2 літаків А-50.

## Втрати під час вторгнення в Україну
| №                     | Дата                | Місце | Коментар |
| --------------------- | ------------------- | --- | --- |
| 1 (пошкоджено)        | 26 лютого 2023 року | Авіабаза «Мачулищі» Мінська область, Білорусь | Внаслідок атаки двох дронів пошкоджено один літак А-50У №43 RF-50608 ПКС РФ. За даними британської розвідки, це судно було важливим для російської армії. Після цього А-50 більше не повертались у Білорусь |
| 2                     | 14 січня 2024       | На півночі Азовського моря поблизу селища Кирилівка, Запорізької областi, Україна                                                                           | Збито А-50У №37 RF-93966 «Сергій Атаянц» на півночі Азовського моря поблизу селища Кирилівка Запорізької області, за 160 кілометрів від лінії фронту. Також було пошкоджено другий літак — повітряний командний пункт Іл-22М11 / Іл-22ПП, який зі значними пошкодженнями зумів долетіти до аеродрому. Основними версіями називають роботу українських зенітних ракетних комплексів (зокрема, Patriot з ракетами PAC-2 та С-200) або дружній вогонь росіян, однак друга версія викликала багато сумнівів. |
| 3                     | 23 лютого 2024      | Поблизу села Трудова Арменія, Краснодарського край, (РФ) | Збито А-50У №42 RF-50610 . Літак перебував над Краснодарським краєм за 256 кілометрів від лінії фронту. Екіпаж із 10 окупантів, з яких 5 майорів, 3 капітани, прапорщик та лейтенант, загинув. Низка медіа з посиланням на ГУР повідомляла, що літак збили українські сили оборони за допомогою С-200. |
| 4 (пошкоджено?)       | 9 березня 2024 року | На території авіабудівного підприємства ВАТ «Таганрозький авіаційний науково-технічний комплекс імені Г. М. Берієва», м. Таганрог, Ростовська область, (РФ) | Згідно повідомлення ГУР МО України, в ніч на 9 березня 2024 року, в результаті удару по Таганрозькому авіаційному науково-технічному комплексу ім. Берієва один літак А-50 отримав ймовірне пошкодження. |
| 1 (друге пошкодження) | 1 червня 2025 року  | Авіабаза «Іваново», м. Іваново, (РФ) | Згідно з розвідувальними даними, Україна пошкодила щонайменше два літаки-розвідники А-50 під час операції СБУ «Павутина». Літаки уразили за допомогою FPV-дронів. 4 червня 2025 року Служба Безпеки України опублікувала відео роботи дронів на авіабазі «Іваново», удару зазнали два літаки дальнього радіолокаційного виявлення А-50У, які входять до складу 610-го центру бойового застосування та переучування льотного складу. За даними OSINT-спільноти «Кіберборошно», один із них ідентифіковано достеменно — А-50У №43 RF-50608. Це саме той борт, який раніше був пошкоджений у Білорусі, згодом відремонтований, і повернутий до служби. Докладніше: Операція «Павутина» |
| 5 (пошкоджено)        | 1 червня 2025 року  | Авіабаза «Іваново», м. Іваново, (РФ) | Згідно з розвідувальними даними, Україна пошкодила щонайменше два літаки-розвідники А-50 під час операції СБУ «Павутина». Літаки уразили за допомогою FPV-дронів. 4 червня 2025 року Служба Безпеки України опублікувала відео роботи дронів на авіабазі «Іваново», удару зазнали два літаки дальнього радіолокаційного виявлення А-50У, які входять до складу 610-го центру бойового застосування та переучування льотного складу. За даними OSINT-спільноти «Кіберборошно», один із них ідентифіковано достеменно — А-50У №43 RF-50608. Це саме той борт, який раніше був пошкоджений у Білорусі, згодом відремонтований, і повернутий до служби. Докладніше: Операція «Павутина» |

Після другого збиття росіяни призупинили польоти цих літаків, 2 березня речник Повітряних сил ЗСУ повідомив, що А-50 не з'являлись у повітрі вже 6 днів. Втрата літаків погіршила ситуаційну обізнаність і підвищила вразливість російських Су-34 і Су-35 перед українськими засобами ППО. У ПС ЗСУ також заявили, що знищення літака на значній відстані від фронту спричинить відведення А-50 ще далі, що погіршить розвіддані від цих літаків. Також повідомили, що росіяни будуть намагатись відновлювати законсервовані літаки.

## Льотно-технічні характеристики
Джерело даних: Worldwide Equipment Guide – Volume 2: Airspace and Air Defense Systems (с. 3-44). United States Army Training and Doctrine Command

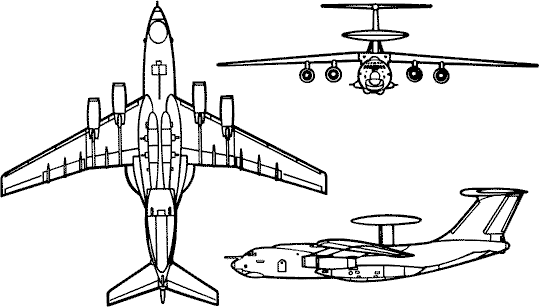
Схема А-50 в 3 проекціях

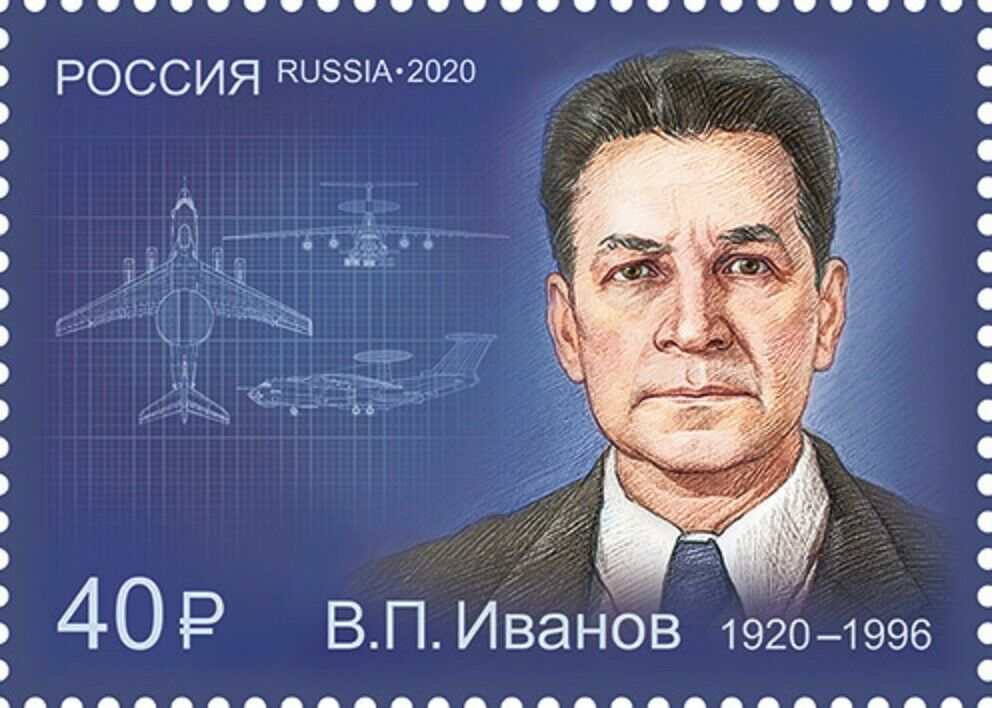
Поштова марка на честь 100 років зі дня народження В.П. Іванова (1920-1996) Конструктор розробник А-50

### Технічні характеристики
- Кількість місць:
  - Екіпаж: 5 осіб
  - Тактичний екіпаж: 10 осіб
- Довжина: 48,27 м
- Розмах крила: 50,5 м
- Висота: 14,8 м
- Максимальний діаметр фюзеляжу: 4,8 м
- Площа крила: 300 м²
- Нормальна злітна вага: 190 000 кг
- Об'єм палива: 109 480 л
- Двигуни: 4 × ТРДД «Д-30КП»
  - Тяга максимальна: 4×12 000 кгс

### Льотні характеристики
- Крейсерська швидкість: 800 км/год
- Практична дальність: 7500 км
- довжина розбігу: 1540 м
- довжина пробігу: 1050 м
- Тривалість польоту:
  - Максимальна без дозаправки: 9,3 год
  - Патрулювання на відстані 1000 км:
    - Без дозаправки: 4 год
    - З 1 дозаправкою: 7 год
- Практична стеля: 12 000 м
- Навантаження на крило: 633 кг/м²
- Тягоозброєність: 0,34 кгс/кг

### Радіолокаційна станція
Джерела.
- Дальність виявлення повітряних цілей:
  - полум'я балістичних нестратегічних ракет: 800 км (оптичними засобами)
  - бомбардувальників: до 650 км
  - винищувачів: 300 км
  - крилатих ракет (ЕПР 1 м²): 215 км
- Дальність виявлення наземних цілей:
  - поодинокої цілі типу пускової установки оперативно-тактичних ракет: до 300 км
  - групової цілі типу «колона танків»: до 250 км
- Дальність виявлення морських цілей (з ЕПР 250 м²): до радіогоризонту
- Кількість повітряних цілей, що супроводжуються: до 300
- Діапазон частот:
  - радіотехнічної розвідки: 0,5~18 ГГц
  - радіорозвідки: 50~500 МГц
- Кількість керованих винищувачів:
  - командне наведення: 12
  - бортове наведення: 30[54].